# Собор Вознесения Господня (Кишинёв)
Собор Вознесения Господня (рум. Catedrala Înălțarea Domnului) — православный храм в Кишинёве, Кишинёвской митрополии и епархии Русской Православной Церкви. Архитектурный памятник XIX века.

## История
Бывший болгарский собор, построенный на месте более древнего. Он расположен в старой части города. В 1990-х годах здания к северу от церкви были снесены в связи с расширением улицы Василе Александри, что помогло открыть вид на церковь, которая находилась на углу квартала.
Первая церковь появилась на этом месте в 1807 году, ее построила болгарская община, недавно поселившаяся . Она стала переполненной, и в 1813 году было запланировано строительство второй церкви (будущей церкви Святого Георгия).
В 1815 году церковь получила статус кафедрального собора, часть болгар вернулась на родину, а церковь стала достаточной для оставшейся группы болгар. В 1923 году церковь пережила катастрофический пожар, после чего была полностью перестроена в 1927—1930 годах.